# Tramvajová trať Malovanka – Stadion Strahov
Tramvajová trať Malovanka – Stadion Strahov je plánovaná tramvajová trať v Praze v Břevnově.

## Popis trati
Trať bude mít tři zastávky (Malovanka, Koleje Strahov a Stadion Strahov). První zastávka Malovanka se přesune blíže k Myslbekově ulici i pro linky jezdící na Vypich. Poté trať pokračuje po Vaníčkově ulici do další zastávky Koleje Strahov. Poslední zastávka Stadion Strahov bude u současného obratiště autobusů. Trať má měřit přibližně 1,5 km.

## Historie
Podle dřívějšího odhadu by trať mohla vyjít na 660 milionů korun, ovšem tento odhad je z roku 2017 a bude nutné ho aktualizovat. Výstavba tratě, podle dokumentu, který schválili radní, se původně plánovala v letech 2023 až 2025. „Z Dejvic autobusy překonávají poměrně velké převýšení, a zvláště proto je zde elektrický pohon daleko vhodnější než naftový.“ Podle plánů Pražské integrované dopravy (PID) ze dne 5. 9. 2017 měly na Strahov jezdit linky 28 a 30.
Dne 2. listopadu 2021 Dopravní podnik hl. m. Prahy (DPP) poslal plán k posouzení odboru ochrany prostředí Magistrátu hlavního města Prahy zatím do zjišťovacího řízení procesu zhodnocení vlivu na okolí. Trať mají obsluhovat linky 13 a 28 (ta před vybudováním tratě neexistovala). Pro stavbu bylo v říjnu 2024 vydáno stavební povolení. Budování má trvat dvě stavební sezony, v listopadu 2024 se jako termín realizace uváděla léta 2026 až 2027. Tramvajová zastávka Stadion Strahov je navržena jako přestupní terminál se společným využíváním nástupních hran jak pro tramvajový, tak i pro autobusový/trolejbusový provoz.